# Lijst van kunstwerken in het Mauritshuis/A
Lijst van kunstwerken in het Mauritshuis en de Galerij Prins Willem V in Den Haag met werken van kunstenaars van wie de naam begint met de letter A. Vermeldingen in het grijs geven aan dat het werk geen deel meer uitmaakt van de collectie, bijvoorbeeld omdat het in bruikleen gegeven is aan een andere instelling of omdat het teruggegeven is aan de bruikleengever.
| Inventaris-nummer | Maker                              | Titel                                                             | Datering      | Type       | Afbeelding |
| ----------------- | ---------------------------------- | ----------------------------------------------------------------- | ------------- | ---------- | ---------- |
| 2                 | Willem van Aelst                   | Bloemstilleven met horloge                                        | 1663          | Schilderij |            |
| 3                 | Willem van Aelst                   | Jachtstilleven                                                    | 1671          | Schilderij |            |
| 1045              | Pieter van Anraedt                 | Stilleven met stenen kruik en pijpen                              | 1658          | Schilderij |            |
| 836               | Toegeschreven aan Pieter Aertsen   | De kruisiging                                                     | Ca. 1550      | Schilderij |            |
| 723               | Gerrit Alberts                     | Portret van een man, waarschijnlijk Mathias Lambertus Singendonck | 1700-1725     | Schilderij |            |
| 303               | Omgeving van Alessandro Allori     | Portret van een vrouw                                             | Ca. 1585-1600 | Schilderij |            |
| 387               | Toegeschreven aan Johannes Anspach | Portret van een dame                                              | 1767-1823     | Pastel     |            |
| 950               | Jan Asselijn                       | Italianiserend landschap                                          | Ca. 1650-1652 | Schilderij |            |
| 399               | Balthasar van der Ast              | Schelpen op een tafel                                             | 1608-1657     | Schilderij |            |
| 1066              | Balthasar van der Ast              | Fruitstilleven met schelpen en tulp                               | 1620          | Schilderij |            |
| 1073              | Balthasar van der Ast              | Bloemen in een Wan-Li-vaas                                        | Ca. 1623      | Schilderij |            |
| 1108              | Balthasar van der Ast              | Bloemen in een Wan-Li vaas en schelpen                            | Ca. 1640-1650 | Schilderij |            |
| 461               | Jacques Aved                       | Portret van Willem IV, prins van Oranje-Nassau                    | 1751          | Schilderij |            |
| 785               | Hendrick Avercamp                  | Schaatsenrijden in een dorp                                       | Ca. 1610      | Schilderij |            |